# Ланцюгова гомотопія
Ланцюгова гомотопія — варіація поняття «гомотопія» в алгебраїчній топології і гомологічній алгебрі.

## Означення
Нехай {\displaystyle X} і {\displaystyle Y} — ланцюгові комплекси модулів (тобто множина модулів {\displaystyle X_{k},\;Y_{k}} і модульних гомоморфізмів {\displaystyle d_{X}^{k}\colon X_{k}\to X_{k-1},\;d_{Y}^{k}\colon Y_{k}\to Y_{k-1}}), {\displaystyle f} і {\displaystyle g} — ланцюгові відображення комплексу {\displaystyle X} в комплекс {\displaystyle Y} (тобто такі гомоморфізми {\displaystyle f_{k}} що {\displaystyle d_{Y}^{k}f_{k}=f_{k-1}d_{X}^{k}}).
Ланцюговою гомотопією між відображеннями {\displaystyle f} і {\displaystyle g} називається множина гомоморфізмів {\displaystyle D_{k}\colon X_{k}\to Y_{k+1}}, для яких справедливими є рівності
{\displaystyle D_{k-1}d_{X}^{k}+d_{Y}^{k+1}D_{k}=f_{k}-g_{k}.}
Аналогічно можна ввести поняття ланцюгової гомотопії для коланцюгових комплексів {\displaystyle X} і {\displaystyle Y.} Якщо {\displaystyle f} і {\displaystyle g} — коланцюгові відображення комплексу {\displaystyle X} в комплекс {\displaystyle Y} (тобто такі гомоморфізми {\displaystyle f_{k}} що {\displaystyle d_{Y}^{k}f_{k}=f_{k+1}d_{X}^{k}}).
Ланцюговою гомотопією між відображеннями {\displaystyle f} і {\displaystyle g} називається множина гомоморфізмів {\displaystyle D_{k}\colon X_{k}\to Y_{k-1}}, для яких справедливими є рівності
{\displaystyle D_{k+1}d_{X}^{k}+d_{Y}^{k-1}D_{k}=f_{k}-g_{k}.}
Діаграма для випадку коланцюгових комплексів зображена нижче:

## Властивості
- Відношення ланцюгової гомотопії є відношенням еквівалентності на множині ланцюгових відображень (і також на множині коланцюгових відображень). Дійсно відображення {\displaystyle D_{k}=0} є ланцюговою гомотопією, що забезпечує  рефлексивність. Якщо відображення {\displaystyle D_{k}} є ланцюговою гомотопією між ланцюговими відображеннями {\displaystyle f} і {\displaystyle g}, то {\displaystyle -D_{k}} є ланцюговою гомотопією між {\displaystyle g} і {\displaystyle f}, що доводить симетричність відношення. Якщо {\displaystyle D_{k}} є ланцюговою гомотопією між ланцюговими відображеннями {\displaystyle f} і {\displaystyle g}, а {\displaystyle E_{k}} є ланцюговою гомотопією між ланцюговими відображеннями {\displaystyle g} і {\displaystyle h}, то {\displaystyle D_{k}+E_{k}} є ланцюговою гомотопією між відображеннями {\displaystyle f} і {\displaystyle h.} Тобто відношення є також транзитивним і, як наслідок, відношенням еквівалентності. Клас еквівалентності ланцюгового відображення {\displaystyle f} позначають {\displaystyle [f]}, еквівалентність відображеннь {\displaystyle f} і {\displaystyle g} позначається як {\displaystyle f\simeq g.}
- Якщо {\displaystyle X}, {\displaystyle Y} і {\displaystyle Z} — ланцюгові комплекси і {\displaystyle f_{1},g_{1}:X\to Y,\;f_{2},g_{2}:Y\to Z} — ланцюгові відображення, такі що {\displaystyle f_{1}\simeq g_{1},\,f_{2}\simeq g_{2},} то також {\displaystyle f_{2}\circ f_{1}\simeq g_{2}\circ g_{1}.} Відповідно можна ввести добуток на класах ланцюгової гомотопії {\displaystyle [g]\circ [f]=[g\circ f].} Якщо для ланцюгового відображення {\displaystyle f:X\to Y} існує таке відображення {\displaystyle f':Y\to X,} що {\displaystyle f'\circ f\simeq \operatorname {Id} _{X}} і {\displaystyle f\circ f'\simeq \operatorname {Id} _{Y}} то ланцюгові комплекси називаються гомотопно еквівалентними.

- Якщо відображення {\displaystyle f} і {\displaystyle g} є ланцюгово гомотопними, то індуковані відображення на гомологічних групах {\displaystyle H_{k}(X)\to H_{k}(Y)} є рівними (де {\displaystyle H_{k}(X)=\mathrm {Ker} \,d_{X}^{k}/\mathrm {Im} \,d_{X}^{k+1}}). Справді, нехай {\displaystyle c\in X_{k}} — цикл, тобто елемент з {\displaystyle \mathrm {Ker} \,d_{X}^{k}}. Тоді {\displaystyle d_{X}^{k}(c)=0}. Так як {\displaystyle f} і {\displaystyle g} є ланцюгово гомотопними, то
{\displaystyle f_{k}(c)-g_{k}(c)=D_{k-1}d_{X}^{k}(c)+d_{Y}^{k+1}D_{k}(c)=d_{Y}^{k+1}D_{k}(c)},

Тобто відрізняються на границю (елемент {\displaystyle \mathrm {Im} \,d_{Y}^{k+1}}).
- Для більшості теорій гомологій гомотопні неперервні відображення топологічних просторів {\displaystyle f,g\colon X\to Y} індукують ланцюгово гомотопні відображення комплексів {\displaystyle C(X)\to C(Y)} і, по доведеному, однакові відображення груп гомологій {\displaystyle H(X)\to H(Y)} (виконується аксіома гомотопічної інваріантності).